# Spar Aerospace
A SPAR Aerospace era um empresa aeroespacial canadense. Ela produziu equipamentos para a Agência Espacial Canadense para ser usado em cooperação com a NASA no programa dos ônibus espacial, mais notavelmente o sistema manipulador remoto, o Canadarm.
É hoje uma parte da MacDonald Dettwiler como MD Robotics, uma filial da divisão MDA Space Missions. Como parte do MDA, desenvolveu Canadarm2 para a Estação Espacial Internacional.